# Brodawkonos
Brodawkonos (Rhinopoma) – rodzaj ssaków z rodziny brodawkonosowatych (Rhinopomatidae).

## Rozmieszczenie geograficzne
Rodzaj obejmuje gatunki występujące w Afryce oraz południowo-zachodniej i południowej Azji.

## Morfologia
Długość ciała (bez ogona) 52–81 mm, długość ogona 48–85 mm, długość ucha 11–23,7 mm, długość tylnej stopy 10–17 mm, długość przedramienia 45–74 mm; masa ciała 4,6–40 g.

## Systematyka
Rodzaj zdefiniował w 1818 roku francuski przyrodnik Étienne Geoffroy Saint-Hilaire w rozdziale dotyczącym ssaków występujących w Egipcie w publikacji będącej sprawozdaniem z ekspedycji armii francuskiej pod wodzą Napoleona Bonaparte do Egiptu w latach 1798–1801. Gatunkiem typowym jest (oznaczenie monotypowe) brodawkonos duży (R. microphyllum).

### Etymologia
Rhinopoma (Rhinopome, Rhynopoma, Rhinopomus): gr. ῥις rhis, ῥινος rhinos ‘nos’; πωμα pōma, πωματος pōmatos ‘pokrywa’.

### Podział systematyczny
Do rodzaju należą następujące gatunki:
| Grafika | Gatunek                 | Autor i rok opisu | Nazwa zwyczajowa       | Podgatunki         | Rozmieszczenie geograficzne | Podstawowe wymiary                                        | Status IUCN |
| ------- | ----------------------- | ----------------- | ---------------------- | ------------------ | --- | --------------------------------------------------------- | ----------- |
|         | Rhinopoma microphyllum  | (Brünnich, 1782)  | brodawkonos duży       | gatunek monotypowy | północno-zachodnia Afryka, Sahel i Dolina Nilu na wschód przez Azję Zachodnią do północno-zachodnich i środkowych Indii; być może we wschodnich Indiach, Bangladeszu, Mjanmie, Tajlandii i na Sumatrze; zakres wysokości: 0–1200 m n.p.m.                          | DC: 7,8–8,1 cm DO: 4,8–8,5 cm DP: 5,7–7,4 cm MC: 14–40 g  | LC          |
|         | Rhinopoma muscatellum   | O. Thomas, 1903   | brodawkonos drobny     | 2 podgatunki       | północno-wschodni Półwysep Arabski (góry Al-Hadżar), zachodni i południowy Iran, południowy Afganistan i środkowy Pakistan; być może Indie; zakres wysokości: 0–1190 m n.p.m.                                                                                      | DC: 5,3–6,4 cm DO: 5,6–7,5 cm DP: 4,8–5,5 cm MC: 4,6–14 g | LC          |
|         | Rhinopoma hadramauticum | Benda, 2009       | brodawkonos jemeński   | gatunek monotypowy | endemit Jemenu: znany tylko z Asz-Szihr, w Hadramaut | DC: 5,8–6,8 cm DO: 5,4–6,2 cm DP: 5,2–5,6 cm MC: 7–11,2 g | EN          |
|         | Rhinopoma hardwickii    | J.E. Gray, 1831   | brodawkonos mały       | gatunek monotypowy | od południowo-wschodniego Iraku do południowo-zachodniego Iranu (na zachód od cieśniny Ormuz), od wschodniego Afganistanu oraz północnego i wschodniego Pakistanu do większej części Indii; wschodnia granica zasięgu niejasna; zakres wysokości: do 1100 m n.p.m. | DC: 5,3–6,5 cm DO: 5,4–7,8 cm DP: 4,6–6,5 cm MC: 6,5–12 g | LC          |
|         | Rhinopoma cystops       | O. Thomas, 1903   | brodawkonos afrykański | 2 podgatunki       | sucha Afryka Północna, Lewant i zachodni Półwysep Arabski oraz wyspa Sokotra; zakres wysokości: do 1100 m n.p.m. | DC: 5,2–7,2 cm DO: 5,4–8,2 cm DP: 5–6,7 cm MC: 6,5–17 g   | LC          |
|         | Rhinopoma macinnesi     | Hayman, 1937      | brodawkonos pustynny   | gatunek monotypowy | południowa Erytrea (Asab), północna Somalia (oaza Galgala), zachodnia Kenia i skrajnie północno-wschodnia Uganda | DC: brak danych DO: 5,5–7,6 cm DP: 4,5–5,3 cm MC: 5–11 g  | DD          |

Kategorie IUCN:  LC  – gatunek najmniejszej troski,  EN  – gatunek zagrożony,  DD  – gatunki o nieokreślonym stopniu zagrożenia.